# Bujwiliszki
Bujwiliszki (lit. Bujwiliszki) – niezamieszkana wieś na Litwie, w rejonie ignalińskim, 8 km na wschód od Kozaczyzny. 
Dawniej używana nazwa – Bujwiniszki, Dudy-Bujwiniszki.

## Historia
W czasach zaborów wieś w gminie Rakiszki, w powiecie nowoaleksandrowskim, w guberni wileńskiej Imperium Rosyjskiego. W 1905 roku w gminie Daugieliszki, liczyła 42 mieszkańców, 67 dziesięcin.
W dwudziestoleciu międzywojennym wieś leżała w Polsce, w województwie nowogródzkim (od 1926 w województwie wileńskim), w powiecie brasławskim (od 1926 w powiecie święciańskim), w gminie Dukszty.
Powszechny Spis Ludności z 1921 roku nie podał danych dotyczących miejscowości. W 1931 w 9 domach zamieszkiwało 51 osób.
Miejscowość należała do parafii rzymskokatolickiej w Duksztach. Podlegała pod Sąd Grodzki w Święcianach i Okręgowy w Wilnie; właściwy urząd pocztowy mieścił się w m. Duksztach.